# Pyramid (bomba)
Pyramid – izraelska bomba kierowana naprowadzana telewizyjnie. Część bojową bomby tworzy izraelska bomba burząca wagomiaru 500 funtów (odpowiednik amerykańskiej Mark 82).